# Mélanome
 Mise en garde médicale

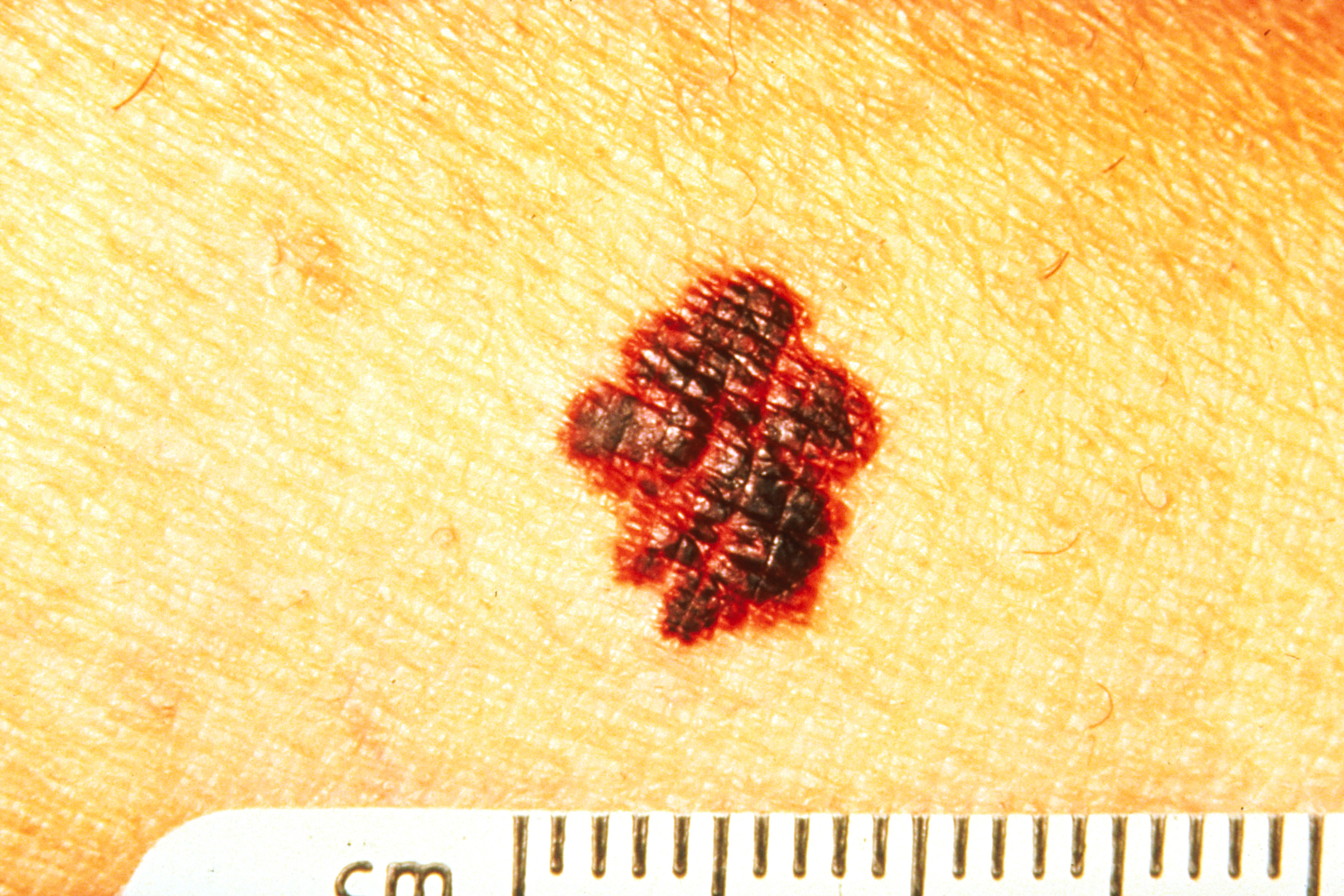
Exemple de mélanome, et échelle centimétrique

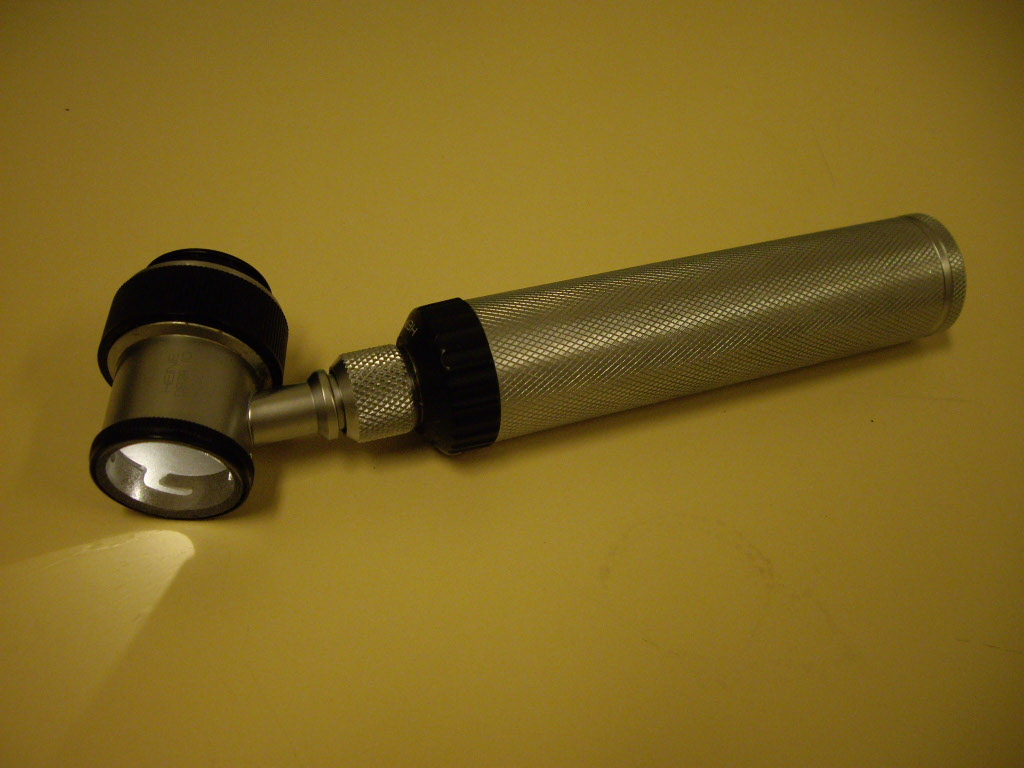
Dermatoscope

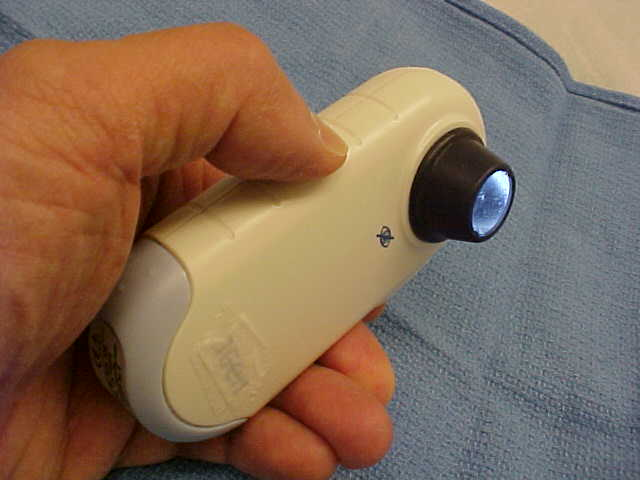
Dermatoscope à lumière polarisée

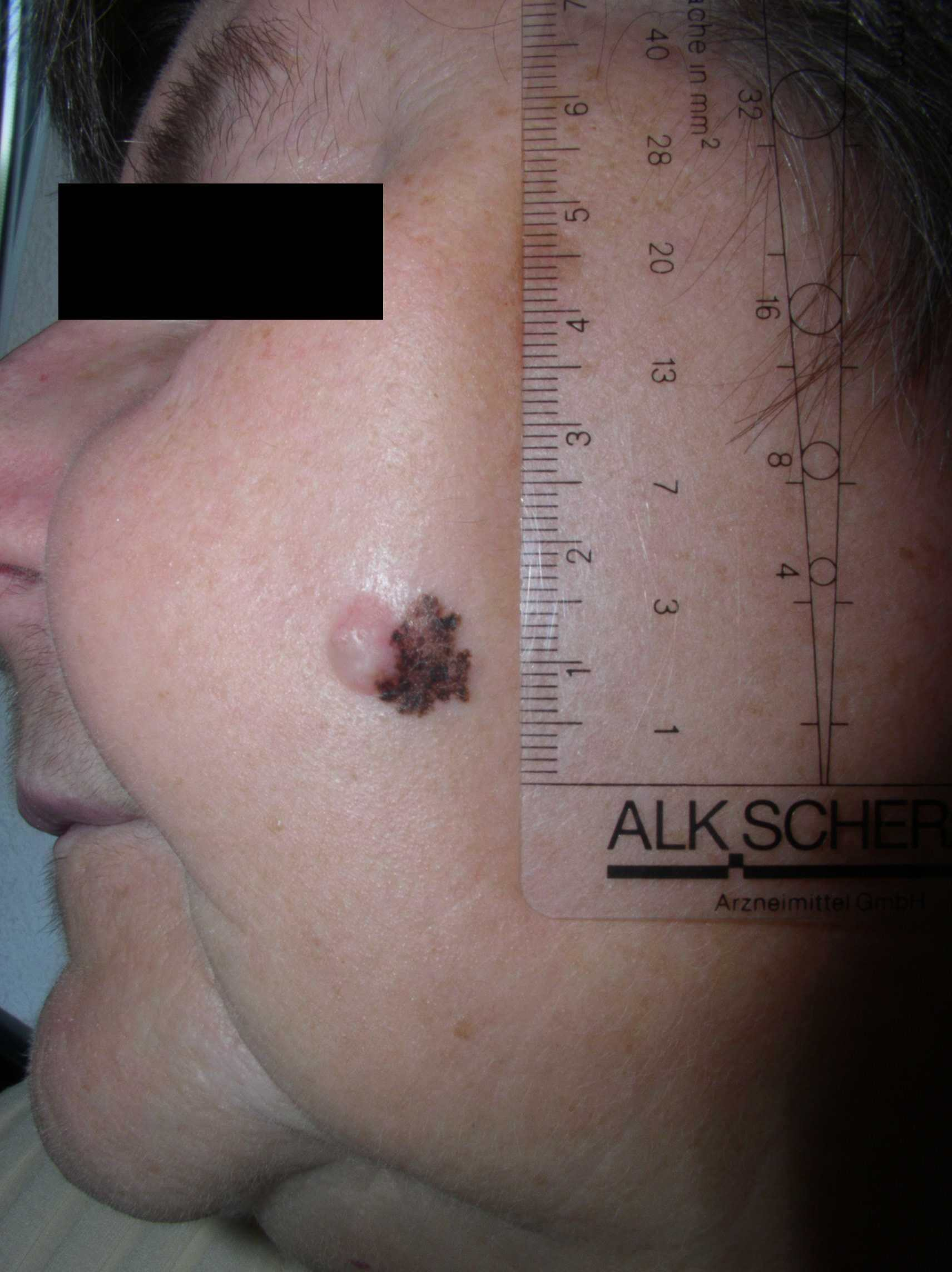
Exemple de mélanome, et échelle centimétrique

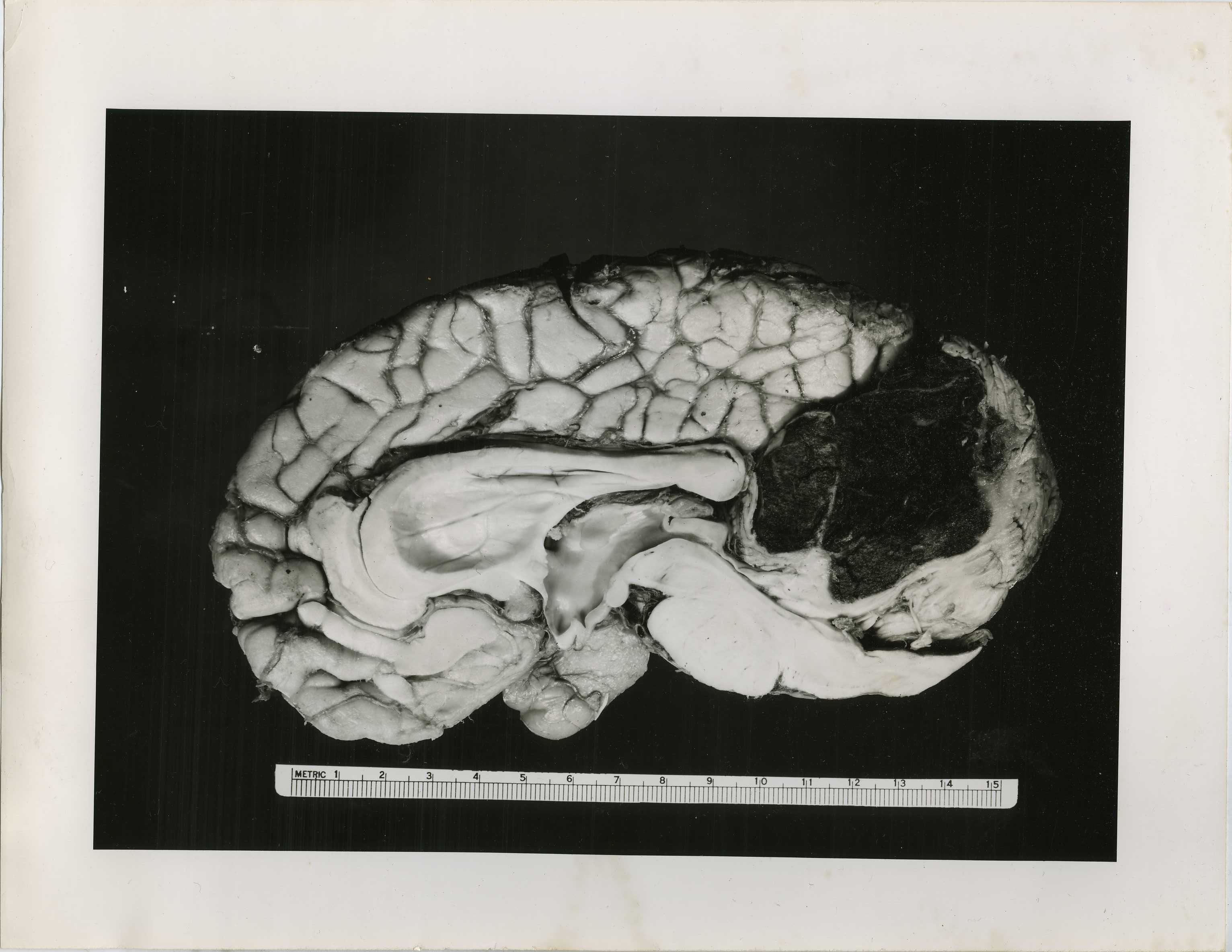
Les organes internes sont rarement touchés, mais cela peut exceptionnellement se produire, comme ici : gros mélanome du cerveau (Autopsie, archives militaires médicales américaines)

Le mélanome est un cancer de la peau ou des muqueuses, développé aux dépens des mélanocytes (tumeur mélanocytaire). Le mélanome est la forme du cancer de la peau la plus rare mais aussi la plus grave. En 2018, il a touché plus de 15 000 personnes en France et provoqué plus de 1 900 décès .
Son siège initial est la peau dans l'immense majorité des cas. Il existe toutefois des mélanomes de l'œil (mélanome choroïdien), des muqueuses (bouche, canal anal, vagin), et plus rarement encore des organes internes.
Mélanome signifie littéralement « tumeur noire » mais en dépit de ce que son nom suggère, il n'est pas toujours foncé : environ 5 % des mélanomes nodulaires sont « achromiques » (de la couleur normale de la peau chez les personnes autres qu'à peau noire).

## Épidémiologie
Son incidence augmente de plus de 2 % par an, mais elle tend à se stabiliser dans certains pays, probablement du fait des changements d'habitude d'exposition au soleil. Cependant, sa mortalité diminue régulièrement, probablement du fait que la plupart des mélanomes détectés sont de petite taille, et donc, de meilleur pronostic.

### France
Le mélanome cutané constitue en 2011 la 6e cause de cancer chez la femme avec 5 100 nouveaux cas estimés et la 8e chez l’homme avec 4 680 nouveaux cas estimés. Les mélanomes cutanés représentent respectivement les 14e et 12e causes de décès chez la femme et chez l’homme avec 720 et 900 décès estimés pour l’année 2011 pour 9 780 nouveaux cas totaux estimés. Les taux d’incidence (standardisés monde) sont estimés à 10,1 et 9,7 pour 100 000, respectivement chez la femme et l’homme, et les taux de mortalité à 1,1 pour chacun des deux sexes.
Les mélanomes ne représentent que 10 % des cancers cutanés diagnostiqués en France. Moins fréquents que les carcinomes, ils sont toutefois les plus dangereux du fait de leur fort potentiel métastatique.

### Europe
En Europe, l’incidence du mélanome de la peau est hétérogène selon les pays et diminue selon un gradient nord-sud. Ce gradient est principalement lié aux différences de phototypes cutanés et de prédisposition génétique entre les populations européennes. Le taux d’incidence estimé en 2008 varie de 21,9 mélanomes pour 100 000 femmes au Danemark à 2,0 en Grèce et de 16,1 mélanomes pour 100 000 hommes en Suède à 2,5 en Grèce. Parmi les 27 pays européens, la France est classée pour cette même année au 20e rang pour l’homme et au 15e rang pour la femme.

## Terrain

### Génétique
Cinq à dix pour cent des patients ayant un mélanome ont un antécédent familial de cette maladie. Une mutation sur le gène CDKN2A (en) située sur le chromosome 9 ainsi que sur le gène CDK4 situé sur le chromosome 12 entraîne l'apparition du mélanome. Tous deux codent des protéines suppressives de tumeurs distinctes. Une mutation sur le gène BRAF codant une kinase est présente dans plus d'un cas sur deux de mélanomes métastasés, constituant une cible thérapeutique. Des mutations sur le RAS (un quart des cas) ou sur le NF1 (un cas sur six) sont décrites. D'autres gènes sont aussi reliés à la transmission du mélanome : BAP1, POT1 (en), gène ACD (en), TERF2IP (en) et TERT (en).
Une étude australienne a séquencé le génome entier de 183 échantillons de divers sous-types de mélanome, ce qui a permis d'identifier un ensemble de mutations spécifiques des localisations de la tumeur (peau, muqueuses, mains et pieds)

### Facteurs de risque
Le mélanome se forme dans environ 70 % des cas sur une peau auparavant indemne, et dans environ 30 % des cas sur un grain de beauté préexistant de type nævus. La kératose solaire favorise la survenue de ce cancer. Ainsi, contrairement à une idée reçue, les nævus ne sont pas, dans l'immense majorité des cas, des états précancéreux qui se transforment en cancer à la suite d'expositions solaires multiples et l'exérèse systématique des nævus dans le but d'éviter la survenue de mélanomes est donc inutile. De plus, les nævus du tronc et de la face (zones habituellement plus exposées aux UV) n'ont pas plus de risque de se transformer en mélanomes que ceux d'autres zones de peau plus protégées.
Il est cependant reconnu que les grands nævus congénitaux ont un risque plus élevé de transformation cancéreuse, et qu'un nombre élevé de nævus sur le corps est un marqueur de risque de développer un mélanome, sans que ce dernier résulte de la transformation desdits nævus.
Il se manifeste d'abord comme une simple tache pigmentée.
La brûlure solaire, en particulier dans l'enfance et les antécédents familiaux sont les principaux facteurs de risque. L'exposition solaire régulière et modérée d'une peau susceptible de bronzer a un certain effet protecteur. Bien qu'il puisse apparaître partout, le mélanome a tendance à se former plus souvent sur les parties du corps qui sont couvertes dans la vie quotidienne mais exposées occasionnellement lors des bains de soleil, comme le torse et les jambes. De même, l'utilisation d'ultraviolets artificiels dans un but de bronzage augmente significativement le risque de mélanome, avec une nette corrélation avec les doses prises. Pour des utilisateurs européens, un âge inférieur à 35 ans au moment des premières séances est associé à un risque multiplié par 2.
Il semble également exister une majoration modérée du risque de survenue d'un mélanome en cas d'antécédent d'endométriose ou de fibrome de l'utérus chez la femme.
La couleur de la peau joue également un rôle important : le risque est plus que doublé chez les roux et très sensiblement augmenté chez les personnes avec peau pâle. Il est plus de dix fois moins important chez les personnes de couleur de peau non blanche.
L'exposition aux « pesticides domestiques » est un facteur de risque supplémentaire.

## Étendue
Après une phase d'extension horizontale, parallèle à la surface cutanée, le mélanome plonge vers les couches profondes de la peau : (derme profond, hypoderme) et à partir de là, peut métastaser vers les ganglions lymphatiques, ou les organes internes (poumons, os, foie, cerveau).
Les capacités de métastase exceptionnelles du mélanome sont dues à la réactivation lors de la cancérisation d'un gène nommé slug. Il s'agit du gène qui permet la migration dans l'embryon des cellules issues de la crête neurale, dont font partie les mélanocytes.

## Pathologie

### Formes superficielles
Les formes superficielles se répartissent en trois groupes :
- Mélanome d'extension superficielle proprement dit (en anglais : superficial spreading melanoma, SSM) (70 %)
  - Il se voit à tout âge et dans toutes les localisations; il réalise une tache de forme irrégulière, polychrome, légèrement palpable.
  - Histologiquement, il existe des thèques et des cellules mélaniques disséminées dans toute la hauteur de l'épiderme et parfois dans le derme, accompagnées d'une réaction inflammatoire souvent intense du derme.

- Mélanome de Dubreuilh (en anglais : lentigo melanoma, LM pour la forme in situ, lentigo maligna melanoma, LMM pour la forme invasive) (5 %)
  - Elle touche des sujets plus âgés et se voit sur les parties découvertes (pommettes).
  - La tache est de forme irrégulière, de coloration bistre inégale; elle est généralement plane, non palpable.
  - Histologiquement, l'atteinte, purement épidermique (au début), est surtout faite de cellules disséminées, avec peu de thèques. L'évolution est essentiellement locale. Les métastases à distance sont très rares et tardives.

- Mélanome acrolentigineux (8 %)
  - Il siège essentiellement sur les zones palmoplantaires et sous les ongles. Il évolue comme un SSM avec toutefois un pronostic plus mauvais en raison d’un diagnostic plus tardif.

Les formes superficielles évoluent en deux stades :
- d'abord extension lente, superficielle purement épidermique, par étalement centrifuge ;
- puis pénétration dans le derme, sous forme d'un nodule qui va rapidement s'étendre en profondeur et donner des métastases.

### Cas particulier dumélanome cutané amélanotique
Ce cas inclut les mélanomes sans couleur noire ou faiblement colorés (dits mélanomes hypomélanotiques).
Ces mélanomes constituent un défi pour leur diagnostic car leur manque de pigmentation les fait confondre avec des affections bénignes (ou malignes mais autres) ; 
Ils se présentent généralement comme de simples macules ou nodules érythémateux, parfois superficiellement abrasés, le plus souvent chez des personnes âgées à peau photodommagée, évoquant plutôt un carcinome basocellulaire, un carcinome épidermoïde, une kératose actinique ou une maladie de Paget ou une maladie de Bowen voire de simples lésions vasculaires, telles que l'hémangiome ou le granulome pyogène.
Ils représenteraient de 0,4 à 27,5% de tous les cas de mélanome, et 2% à 8% pour les formes totalement non mélaniques,. Généralement découverts chez les plus de 50 ans, ils touchent 4 femmes pour 0,5 homme. Les personnes rousses, à peau de type I, à taches de rousseur, sans grains de beauté (naevus) dans le dos, ayant un phénotype sensible au soleil ou ayant déjà présenté un mélanome amélanotique risquent plus d'en développer.
Par rapport aux mélanomes pigmentés, ils sont plus souvent nodulaires, lentigineux acraux ou desmoplastiques. Leur épaisseur de Breslow est plus importante ; leur taux mitotique est plus élevé et une ulcération est plus commune. Le stade tumoral est plus élevé au diagnostic, ce qui implique des chances de survie plus faible qu'avec les mélanomes pigmentés.
Selon Hillenbrand & al. en 2008 : parmi les mélanomes anorectaux (rares), 30% seraient amélanotiques. Une muqueuse (buccale par exemple) est parfois (rarement) touchée.
Dans tous les cas un diagnostic (histologique) précoce améliore les chances de survie généralement après que la dermoscopie ait mis en évidence un schéma vasculaire anormal (souvent le seul paramètre décelable à la dermoscopie, dont les algorithmes de diagnostic classiquement utilisés pour les lésions pigmentées sont impropres à diagnostiquer les mélanomes amélanotiques).

### Mélanome nodulaire
Dans environ 15 % des cas, le mélanome est nodulaire d'emblée, sans être passé par un stade superficiel individualisable.
Macroscopie : Le mélanome nodulaire constitue une lésion tumorale en saillie, monochrome, noire bleutée ou gris rose, parfois achromique, qui va s'accompagner d'un halo inflammatoire et s'ulcérer.
Microscopie : Il existe une prolifération en nappe, sans thèques, située dans le derme sans atteinte épidermique.
Indice de Breslow : Le pronostic des mélanomes dépend de l'extension en profondeur, il est pratiquement toujours fatal si l'envahissement va jusqu'à l'hypoderme. En pratique, on mesure l'épaisseur de la tumeur en millimètres (indice de Breslow). Une épaisseur supérieure ou égale à 0,75 mm est un élément de mauvais pronostic et a plus de risque de s'accompagner de métastases ganglionnaires, viscérales, hépatiques, pulmonaires et cérébrales et d'une mortalité accrue (25 % des cas).
Le mélanome cutané nodulaire est reconnu par un épiderme reposant sur le derme, qui contient des annexes pilosébacées. Le derme et l'hypoderme sont envahis par une grande lésion nodulaire. En superficie, cette lésion contient des thèques de cellules tumorales enroulées les unes sur les autres. Sur certaines lames, quelques thèques sont visibles à la jonction dermo-épidermique. En profondeur, ces cellules tumorales ont un aspect plus fusiforme. Les cellules tumorales sont de grande taille avec un noyau fortement nucléolé. Elles contiennent parfois du pigment noir (mélanine).
La gravité de ces tumeurs, lorsqu'elles sont arrivées au stade nodulaire, commande l'ablation de toute lésion pigmentée suspecte : lésion extensive, de forme encochée, de coloration inégale, nævus qui se modifie.

## Évolution et pronostic
Le pronostic est déterminé par l'épaisseur de la tumeur initiale (indice de Breslow) qui est exprimée en millimètres mesurés depuis le point le plus superficiel au point le plus profond de la tumeur, complété par le niveau de Clark qui va de 1 à 5 suivant la couche de la peau la plus profonde atteint par la tumeur, et par le résultat du bilan d'extension (recherche de métastases). Au stade initial d'extension superficielle, le pronostic approche les 100 % de survie à dix ans.

## Traitement
Seule l'exérèse totale de la lésion initiale permet de guérir le mélanome. Les marges de sécurité, c'est-à-dire la surface de peau saine qui doit être enlevée avec le mélanome dépend de son épaisseur. Jusqu'aux années 1980, la marge courante d'excision était d'environ 4 à 5 cm autour de la lésion, ce qui causait d'importantes cicatrices, voire une défiguration. La marge de sécurité actuellement préconisée est de quelques millimètres. De manière plus précise on recommande une marge de 5 mm pour les mélanomes intra-épidermiques, de 1 cm pour les mélanomes d'une épaisseur inférieure à 1 mm, et de 2 cm pour les mélanomes plus épais (ramenée à 1 cm pour des localisations difficiles à opérer).
Le bilan d'extension local repose essentiellement sur l'épaisseur (indice de Breslow) ainsi que sur la présence de micro-ulcérations. La biopsie du ganglion sentinelle (celui drainant le lieu du mélanome) est également une procédure courante dans l'évaluation de son extension.
Divers protocoles de chimiothérapie ou d'immunothérapie peuvent être proposés pour les stades avancés, dont un traitement par interféron, ce dernier donnant des résultats mitigés. Dans les formes métastatiques, plusieurs médicaments ont démontré leur efficacité, dont l'Ipilimumab.
D'autres médicaments sont utilisés en cas de mutation sur le BRAF : l'association nivolumab/ipilimumab, le vemurafenib, un inhibiteur de la kinase mutée codée par le gène BRAF présent chez la moitié des patients et qui induit une addiction oncogénique de la tumeur, mais aussi le dabrafenib et le trametinib.
Le vemurafenib et l'ipilimumab ont reçu une AMM (autorisation de mise sur le marché) européenne en 2012.
Le 4 juillet 2014, une autorisation de mise sur le marché a été accordée au nivolumab par le Japon dans l’indication mélanome non résécable. Il sera commercialisé par la firme japonaise Ono Pharmaceutical sous l’appellation Opdivo. Hors Asie, la molécule est sous licence Bristol-Myers Squibb.

## Prévention

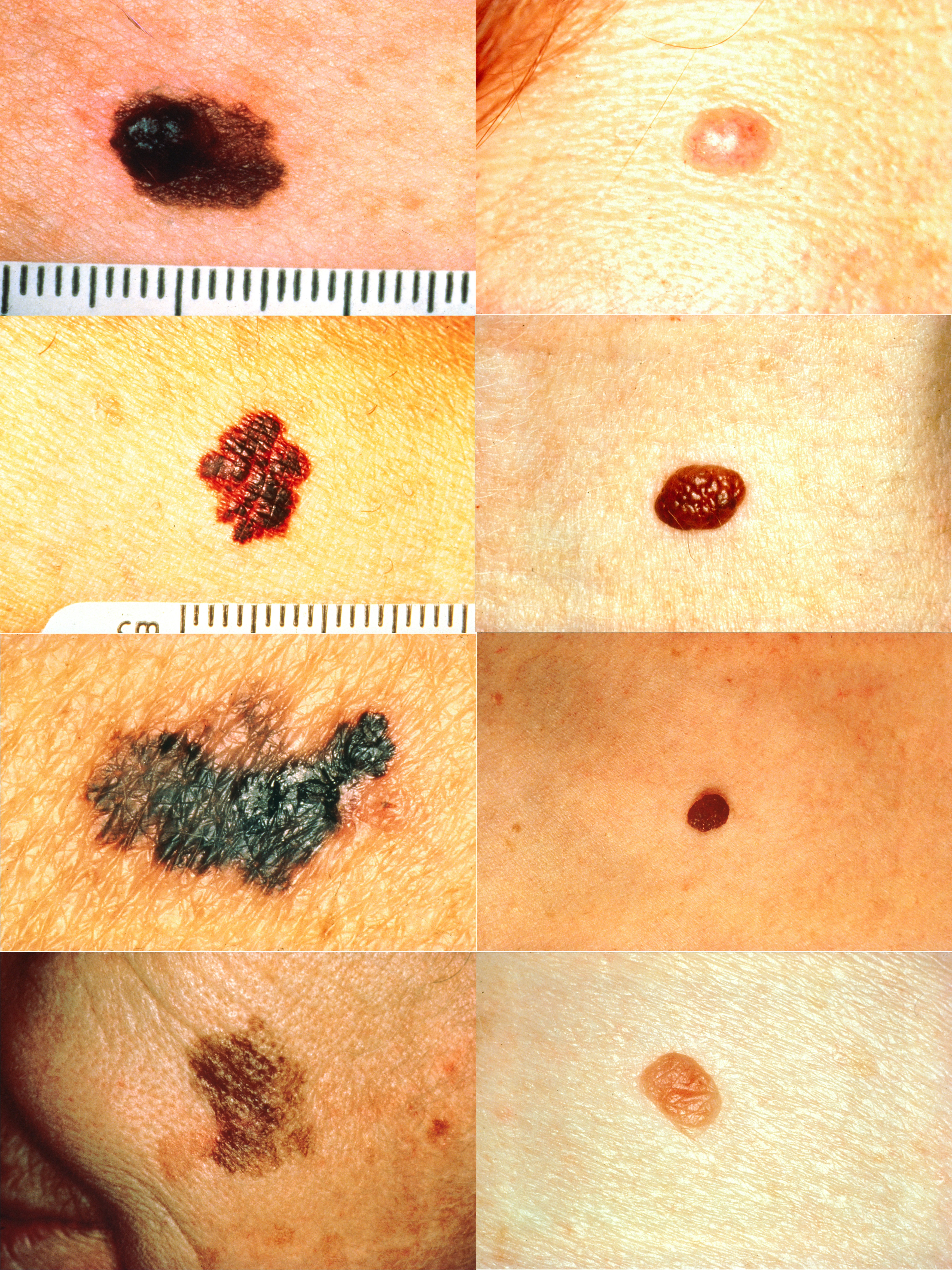
Différents mélanomes différenciés selon la loi de l'ABCDE :
À gauche de haut en bas : (A) Asymétrie, (B) Bords irréguliers (C) Coloration non homogène (DE) Diamètre important et se modifiant. À droite, des grains de beauté normaux n'ayant pas de caractéristiques anormales (pas d'asymétrie, bords réguliers, couleur homogène, petits et stable en taille).

Elle repose sur la protection solaire (en particulier des enfants) et sur la consultation d'un dermatologue en cas de modification d'un grain de beauté ou d'apparition d'une lésion cutanée noire. La protection solaire repose sur son évitement ou sur l'utilisation de crème solaire protectrice. Le dermatologue utilise un dermatoscope pour observer les lésions.
Il est recommandé de se méfier d'autant plus des lésions qui sont (règle « ABCDE ») :
- A : Asymétrique ;
- B : Bords irréguliers ;
- C : Coloration non homogène (la tache est de plusieurs couleurs) comme sur la troisième image en partant de haut en bas : nuance de marron et de beige ;
- D : Diamètre important (> 6 mm) ;
- E : Évolutif, dont l'aspect se modifie avec le temps.

Ces règles sont d'autant plus importantes que l'on a des antécédents familiaux de mélanome.
Expérimentalement, la vitamine C associée au cuivre aurait un effet toxique sur les cellules de mélanome qui accumulent les ions cuivre,,.

### Auto-examen des personnes à risque
Ce qu’il faut rechercher :
- une tache pigmentée (lésion mélanocytaire) différente des grains de beauté (nævus) ou des taches de rousseur (éphélides) déjà présents sur le corps ;
- une lésion cutanée ulcérée qui ne guérit pas ;
- un nævus qui grossit.

L’auto-examen peut être réalisé une fois par trimestre. La personne doit être debout, complètement nue, dans un endroit bien éclairé.
- Elle inspecte l’intégralité de son corps, à l’aide d’un miroir en pied, les bras pendant le long du corps, le dos de la main tourné vers le miroir.
- Elle examine chaque profil, les bras levés, les paumes de main tournées vers le miroir.
- Elle observe les paumes des mains et des pieds, les ongles et les espaces interdigitaux.
- Elle vérifie, avec un miroir à main, l’arrière des jambes, du cou, du dos, des fesses et des organes génitaux.
- Pour l’examen du cuir chevelu, une aide est nécessaire.

Chez les personnes sans antécédents de mélanome et sans prédispositions génétiques, le dépistage par un professionnel n'est ni étayé ni réfuté par les preuves actuelles issues d'essais contrôlés randomisés ; il ne remplit donc pas les critères acceptés pour la mise en œuvre de programmes de dépistage en population.

### Alimentation
Toutes les études disponibles s'accordent sur les effets bénéfiques des régimes méditerranéen et DASH, la perte de poids et le rôle délétère de l'alcool (surtout le vin blanc). Aucune preuve concluante n'est disponible pour plusieurs autres facteurs nutritionnels (tels que les légumes, les légumineuses, les fruits, les céréales, les sucreries, les œufs, la viande transformée, le thé et les vitamines A, B, C et E) et d'autres études bien menées sont donc nécessaires.

## Recherche
L'évolution d'un cancer se caractérise notamment par l'apparition de mutations spécifiques. Ces mutations induisent des changements dans le jeu de protéines (et ces protéines doivent coopérer pour induire une transformation maligne). Le profilage génomique a identifié des mutations qui semblent déterminantes pour divers cancers ; elles concernent presque toujours des protéines qui initient ou favorisent le développement de la tumeur. Ces protéines sont donc des cibles thérapeutiques possibles.
Le profil génomique tumoral laisse cependant de côté le rôle des cellules du microenvironnement tumoral qui peuvent aussi jouer un rôle dans la progression tumorale. Une cartographie de ligands multiépitopes faite à partir d'échantillons de peau humaine par Ostalecki et al. a récemment (2016-2017) mis en évidence des changements dans l'abondance protéique et dans la localisation subcellulaire des mélanocytes et kératinocytes associés à divers stades de développement de mélanome. Ce travail a aussi montré le rôle délétère d'un couple peptidase (peptidase-like 3 ou SPPL3) et métalloprotéinase (ADAM10) qui semble jouer un rôle critique dans l'évolution cancéreuse via des modifications transmises entre kératinocytes par simple contact cellulaire. Contrôler par un médicament cette communication intercellulaire délétère (et/ou ses effets) pourraient être une nouvelle piste de lutte contre le mélanome.
En juin 2021, la société BioNTech a engagé les essais cliniques de phase II (première injection chez un patient) d'un vaccin à ARNm dirigé contre un marqueur de cellules cancéreuses. Ce traitement en cours de développement est destiné à être administré en combinaison avec le cemiplimab à des patients présentant des mélanomes de stade 3 ou 4.